# Ermordung von Samuel Luiz

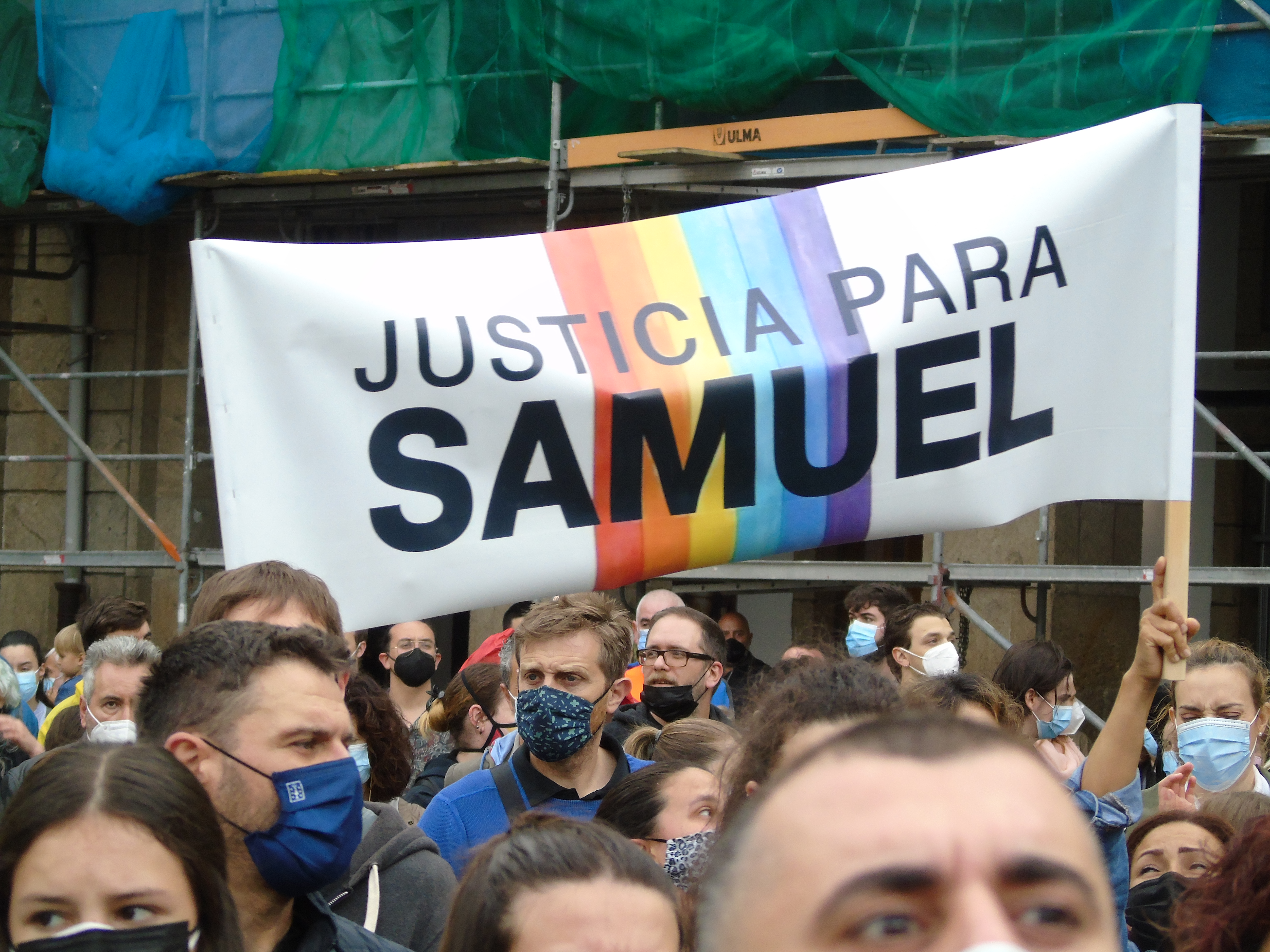
Demonstration in A Coruña, mit der Forderung nach Gerechtigkeit für Samuel Luiz (2021)

Der 24-jährige Krankenpflegehelfer Samuel Luiz Muñiz wurde am 3. Juli 2021 in A Coruña im spanischen Galizien zu Tode geprügelt. Im November 2024 wurden drei Männer des Mordes an ihm für schuldig befunden. Die Geschworenen erkannten an, dass Homophobie bei einem der Täter das Motiv für den Mord war. Die drei Mörder wurden im Januar 2025 zu jeweils über 20 Jahren Gefängnis verurteilt, ein Komplize zu zehn Jahren. Auf den Mord folgten landesweite Demonstrationen zum Gedenken an Samuel Luiz und zur Verteidigung der LGBT-Community.

## Das Opfer
Samuel Luiz wurde in Brasilien geboren und zog im Alter von einem Jahr mit seiner Familie nach Spanien. Seine Mutter war Spanierin, und die Familie lebte in Culleredo und später Arteixo, beide Orte in der Nähe von A Coruña. Im Alter von 18 bis 20 Jahren machte er eine Ausbildung zum Krankenpflegehelfer und arbeitete als solcher in einem Pflegeheim, während er eine weitere Ausbildung zum Zahntechniker absolvierte. Er spielte Flöte in einer evangelikalen Gemeinde. Seinem Vater, der ebenfalls diesem Glauben angehörte, verheimlichte er seine Homosexualität.

## Die Tat

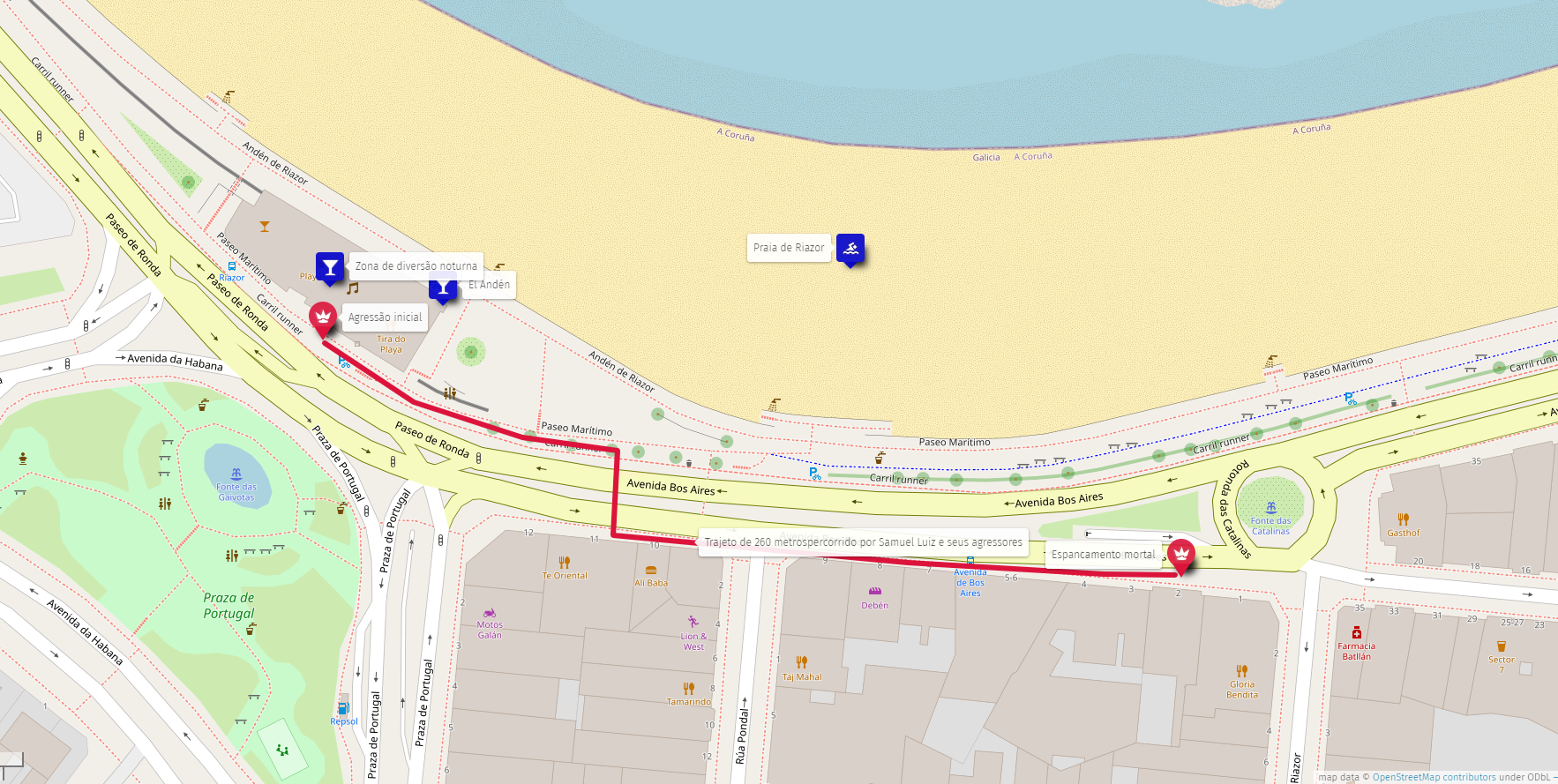
Straßenkarte des Tatortes. Der rote Punkt auf der linken Seite ist der Ausgangspunkt des Verbrechens, der rote Punkt auf der rechten Seite ist der Ort, an dem Luiz getötet wurde

Nach den späteren Angaben einer Freundin von Luiz standen sie und das spätere Opfer am Samstag, den 3. Juli 2021, gemeinsam vor einem Nachtclub, um zu rauchen. Ein Passant glaubte irrtümlicherweise, Luiz hätte ihn und seine Begleiterin mit dem Handy gefilmt. Er bedrohte Luiz, schlug ihn und beschimpfte ihn als „maricón“ („Schwuchtel“). Zunächst konnte der Streit geschlichtet werden, doch nach einer Weile kam der Passant gemeinsam mit zwölf weiteren Männern zurück, die Luiz 15 Minuten lang über 250 Meter jagten und ihn zu Tode prügelten, laut Zeugenaussagen von erneuten homophoben Beschimpfungen begleitet. Die meisten Umstehenden sahen tatenlos zu oder filmten das Geschehen. Zwei Senegalesen, die sich illegal in Spanien aufhielten, gingen dazwischen und versuchten – unter Gefahr für sich selbst – Luiz zu helfen. Zwei weitere Zeugen versuchten, Samuel Luiz wiederzubeleben. Luiz starb tags darauf in einem Krankenhaus an einem Schädel-Hirn-Trauma.
Den Ermittlungen zufolge trafen sich die Verdächtigen nach dem Mord in dieser Nacht noch zweimal, um ihre Aussagen abzusprechen und Beweise zu beseitigen. Mit Hilfe von Zeugen und Handyaufnahmen konnten die Täter dennoch wenige Tage nach der Tötung von Samuel Luiz ausgemacht und verhaftet werden.

## Der Prozess
Die Tat wurde im November 2024 verhandelt. Drei Angeklagte wurden wegen Mordes verurteilt, einer als Mittäter und ein weiterer freigesprochen. Die Geschworenen folgten nicht der Darstellung der Staatsanwaltschaft, dass die Angreifer als Gruppe gehandelt hätten. Die Jury sah es hingegen als erwiesen an, dass ein Täter der Anführer des Angriffs und sein Motiv Homophobie gewesen war, weshalb er die höchste Strafe erhielt.
Im Januar 2025 wurden die drei Hauptangeklagten zu Haftstrafen von 24, 20 bzw. 20 Jahren und sechs Monaten verurteilt. Die Täter müssen zudem 303.000 Euro Entschädigung an die Familie ihres Opfers zahlen.

## Öffentliche Reaktionen

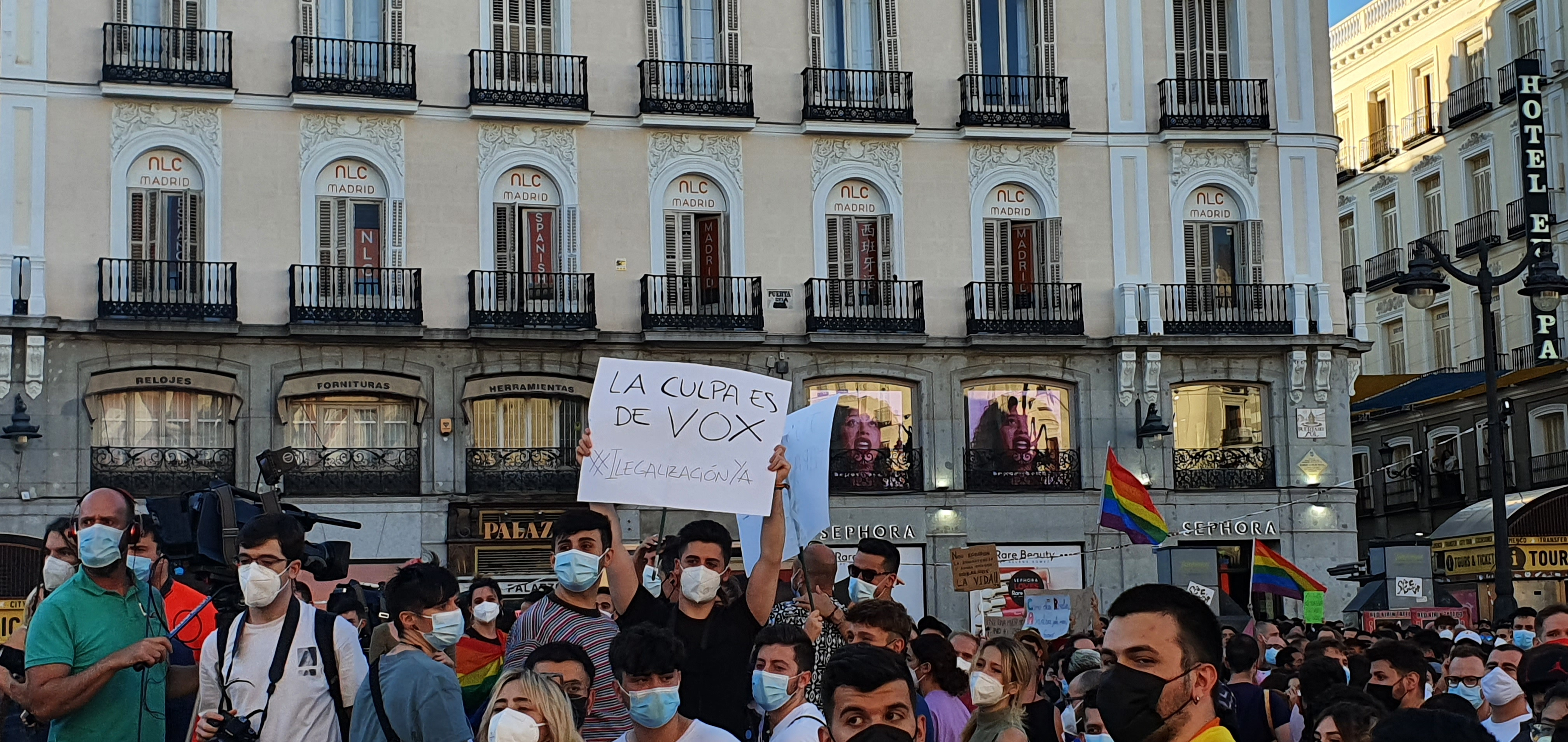
Ein Demonstrant auf der Puerta del Sol in Madrid, der die spanische rechtspopulistische Partei Vox für das Verbrechen mitverantwortlich macht

Schon am Montag nach der Tat fanden in Dutzenden spanischen Städten Demonstrationen unter dem Motto „Gerechtigkeit für Samuel“ statt. Nachdem der Fall von Politikern verschiedener Couleur aufgegriffen worden war, rief der Vater von Luiz dazu auf, das Verbrechen nicht politisch zu instrumentalisieren. Bei den Demonstrationen wurde die rechtsextreme Partei Vox mitverantwortlich für den Mord an Luiz gemacht. Noch im Oktober 2024, nach Beginn des Prozesses gegen die Täter, verbreitete der Partei-Führer Santiago Abascal Conde unwahre Behauptungen über die Täter, während Isabel Díaz Ayuso, Politikerin des Partido Popular und Präsidentin der Regionalregierung der Autonomen Gemeinschaft Madrid, Scherze über die Kritik von Demonstranten machte, was etwa der Journalist Víctor López von der Zeitung Público scharf kritisierte.
Die beiden Senegalesen, die versucht hatten, Samuel Luiz beizustehen und ihm zu helfen unter Gefahr für sich selbst, wurden im Februar 2025 von der Stadt A Coruña „adoptiert“ und erhielten Aufenthaltsgenehmigungen. Dass zwei Migranten ohne Papiere die Einzigen waren, die sich in Gefahr begaben, um dem Opfer einer „grausamen Meute“ zu helfen, müsse zum Nachdenken anregen, sagte die Bürgermeisterin Inés Rey.